# Lani Pallister
Lani Pallister, née le 6 juin 2002 à Sydney, est une nageuse australienne, spécialiste des épreuves de nage libre.

## Carrière
Lani Pallister pratique en junior la natation mais également le sauvetage sportif avec plusieurs records du monde junior.
En août 2017, Lani Pallister participe à ses premiers Championnats du monde juniors de natation FINA 2017 et se classe huitième au 1 500 mètres nage libre avec un temps de 16 min 32 s 59 et dixième au 800 mètres nage libre avec un temps de 8 min 39 s 86. En 2018, elle remporte trois médailles d'or aux championnats pan-pacifique juniors sur les distances 400 m, 800 m et 1 500 m ainsi que trois autres médailles d'argent.
Pour les Championnats du monde juniors de natation 2019, elle monte sur la première marche du podium en nage libre sur les plus longues distances (400, 800, 1 500) établissant pour chaque course un nouveau record des championnats ; il faut ajouter une médaille d'argent sur 200 m et deux autres également en argent pour les relais australiens 4 × 100 m et 4 × 200 m.
En 2022, elle intègre les compétitions séniors avec tout d'abord les championnats du monde de natation à Budapest et une médaille de bronze sur 1 500 m avec un temps de 15 min 48 s 96 ; elle reçoit aussi une médaille d'argent en ayant participé aux séries du 4 × 200 m nage libre, le relais australien (Wilson, Neale, Melverton, O'Callaghan) terminant deuxième de la finale.
Un mois plus tard, elle participe aux Jeux du Commonwealth de 2022 où elle remporte une médaille de bronze sur 800 m. L'année 2022 se conclut par les championnats du monde 2022 en petit bassin qui ont lieu à Melbourne ; elle est une des sensations de l'épreuve avec quatre titres sur 400 m, 800 m, 1 500 m et le relais 4 × 200 m ; elle est la première détentrice du record de la compétition sur 1 500 m (15 min 21 s 43) et améliore le record du monde du relais (7 min 30 s 87) avec Wilson, O'Callaghan et Neale.

## Palmarès

### Championnats du monde

#### Grand bassin
- Championnats du monde 2022 à Budapest :
  -  Médaille d'argent du relais 4 × 200 m nage libre[2]
  -  Médaille de bronze du 1 500 m nage libre
- Championnats du monde 2023 à Fukuoka :
  -  Médaille d'or du relais 4 × 200 m nage libre[2]
- Championnats du monde 2025 à Singapour :
  -  Médaille d'or du relais 4 × 200 m nage libre
  -  Médaille d'argent du 800 m nage libre
  -  Médaille de bronze du 1 500 m nage libre

#### Petit bassin
- Championnats du monde 2022 à Melbourne :
  -  Médaille d'or du 400 m nage libre.
  -  Médaille d'or du 800 m nage libre.
  -  Médaille d'or du 1 500 m nage libre.
  -  Médaille d'or du relais 4 × 200 m nage libre